# تشال سياه غلال (تشين)
تشال سیاه غلال (بالفارسية: چال سیاه گلال) هي قرية تقع في إيران في قسم تشین الريفي. يقدر عدد سكانها بـ 0 نسمة بحسب إحصاء 2016.